# Franz von Suppé
Franz von Suppé   (Split, 18 d'abril de 1819 - Viena, 21 de maig de 1895) fou un compositor d'operetes austríac i director d'orquestra.

## Biografia
Segons l'entrada del registre baptismal, que per error reprodueix Suppe sense cap accent, el seu nom real complet és: Francesco Ezechiele Ermenegildo de Suppé. El seu pare era un funcionari al servei de l'Imperi austríac. La mare de von Suppé era vienesa per naixement. Es va simplificar i germanitzar seu nom quan va arribar a Viena, i va canviar "Cavaliere di" per "von". Fora dels cercles germànics, el seu nom pot aparèixer en programes sovint com Francesco Suppé-Demelli.
Va passar la seva infància a Zara, ara Zadar, on va tenir les seves primeres lliçons de música i va començar a compondre a una edat primerenca. Des de molt infant va mostrar grans aptituds per la música, i al principi va aprendre a tocar la flauta. Després va estudiar al Conservatori de Viena, i durant l'estança de Gaetano Donizetti en la capital austríaca va rebre lliçons seves. La seva primera composició existent és una missa catòlica, que es va estrenar en una església franciscana a Zara a 1832.
Va ser convidat a la Viena de Franz Pokorny, el director del Theater in der Josefstadt. A Viena, després d'estudiar amb Ignaz von Seyfried, va ser director del teatre, sense paga al principi, però amb l'oportunitat de presentar les seves pròpies òperes en ell. Amb el temps, Suppé va escriure la música de més de cent produccions al Josefstadt, així com al Carltheater de Leopoldstadt, al Theater an der Wien. També va posar en algunes produccions d'òpera punt de referència, com ara la producció de 1.846 hugonots de Meyerbeer amb Jenny Lind. També ho va ser del de Pressburg.
Va compondre un gran nombre d'operetes, que es representaren amb força èxit, no tan sols a Àustria i Alemanya, sinó també en la resta d'Europa.
Franz von Suppé va morir a Viena el 21 de maig de 1895 i està enterrat en el cementiri Zentralfriedhof.

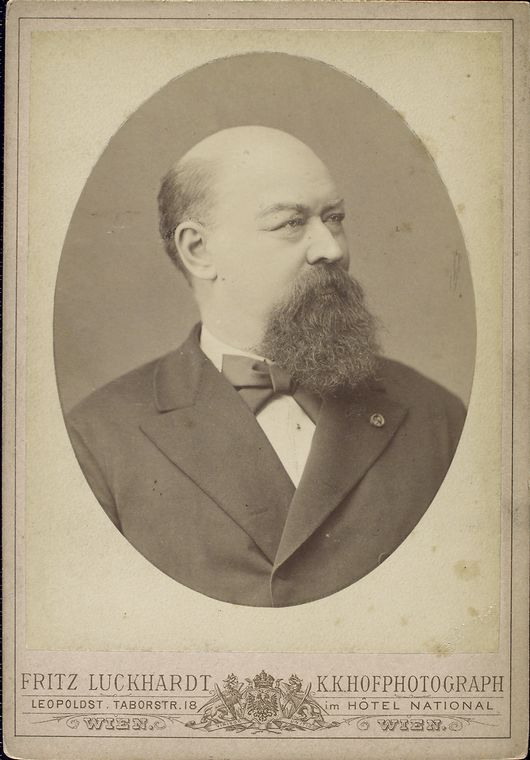
Foto publicitària de Franz von Suppé, fotografia de Fritz Luckhardt

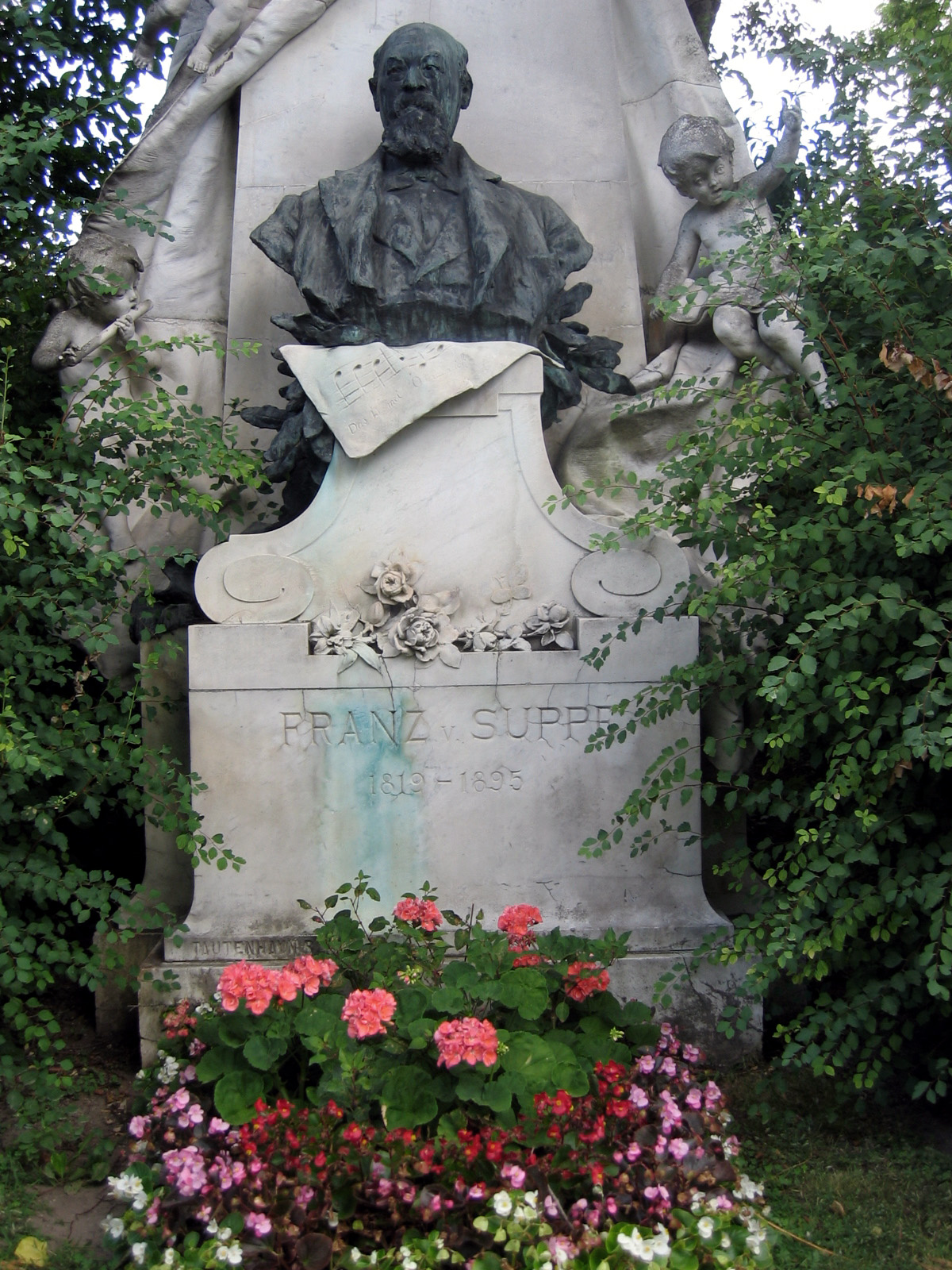
Tumba de von Suppé en el Zentralfriedhof

## Obres
El catàleg d'obres de Suppé es compon d'unes 30 operetes i 180 obres líriques menors, ballets, i altres treballs escènics. Encara que la major part de les òperes de Suppé han quedat oblidades, les obertures -en particular Dichter und Bauer (Poeta i Camperol, 1846) i Leichte Kavallerie (Cavalleria lleugera, 1866)- han sobreviscut i algunes d'elles s'han utilitzat en tota mena de bandes sonores per a pel·lícules, dibuixos animats, anuncis, i altres finalitats, a més de ser interpretades amb freqüència en concerts simfònics Pop. Algunes de les òperes de Suppé encara es representen regularment a Europa; Peter Branscombe, indica en el The New Grove Dictionary of Music and Musicians que la cançó de Suppé Das ist mein Österreich és com el segon himne nacional d'Àustria.
Suppé va conservar certs vincles amb la seva Dalmàcia natal, i de tant en tant visitava Split (Spalato), Zadar (Zara), i Šibenik. Algunes de les seves obres estan relacionades amb Dalmàcia, en particular la seva opereta Des Matrosen Heimkehr (Els mariners tornen a casa, 1885), l'acció de la qual es porta a terme a Hvar. Després de retirar-se de la direcció d'orquestra, Suppé va continuar escrivint òperes, però va canviar el seu interès cap a la música sacra. Va escriure un rèquiem pel director de teatre Franz Pokorny (que s'interpreta poques vegades avui en dia, que es va estrenar el 22 de novembre de 1855, durant una cerimònia en memòria de Pokorny); un oratori, Extremum judicum; 3 misses, entre elles la Missa dalmàtica; cançons; simfonies; i obertures de concert.

### Operetes
- Der Apfel (1847)
- Das Mädchen vom Landen (Viena, 1847)
- Paragraph 3 (1858)
- Das Pensionat (1860)
- Die Kartenschlägerin (1862)
- Zehn Mädchen und Kein Mann (1862)
- Flotte Bursche (1863)
- Das Corps der Rache (1863)
- Pique Dame (1864)
- Franz Schubert (1864)
- Die schöne Galathea (1865)
- Leichte Kavallerie (1866)
- Frigester (1867)
- Cannebas (1867)
- Banditenstreiche (1867)
- Frau Meisterin (1868)
- Tantalusqualen (1868)
- Isabella (1869)
- Die Prinzessin von Dragant (1870)
- Fatinitza (1876)
- Tricoche und Catolet (1879)
- Boccaccio (1879)
- Donna Juanita (1880)
- Der Gaskogner (1881)
- Herblättchen (1882)
- Die Afrikaretse (1883)
- Des Mutrosen Hermkehr (1885)
- Bellmann (1887)
- Die Jagd nach dem Glücke (1888)
- Das Modell
- Die Pariserin